# Timo Veltkamp
Timo Veltkamp, né en 1960 aux Pays-Bas,, est un  réalisateur, producteur et scénariste néerlandais.

## Filmographie
- 1999 : Missing Link (nl)[3]
- 2010 : The Nobel Prize Winner[4]